# Armée islamique
L'Armée islamique est initialement l'armée de Ahmed Chah Massoud, dit le commandant Massoud ou « Lion du Pandjchir », forte de 9 000 résistants, faiblement armés initialement. Durant la guerre d'Afghanistan qui débute en 1979, elle tient tête aux colonnes blindées de l'Armée rouge lors de ses nombreuses offensives, contre la vallée du Pandjchir, dans le Nord-Est de l'Afghanistan.
Son organisation repose sur deux piliers : une armée centrale (composée des combattants d'élite) et une armée régionale. Ces deux formations sont organisées sur le même modèle et formées de bataillons de 500 hommes, répartis en cinq compagnies : trois d'infanterie, une d'armes lourdes et une assurant la logistique. Son équipement est, en majeure partie, composé par du matériel soviétique, arraché à l'armée gouvernementale pro-soviétique.